# Poul La Cour
Poul La Cour (Skersø, 13 aprile 1846 – Askov, 24 aprile 1908) è stato un fisico danese.
Vicedirettore dell'Istituto Meteorologico Danese, divenne celebre per l'invenzione della Ruota fonica di La Cour.

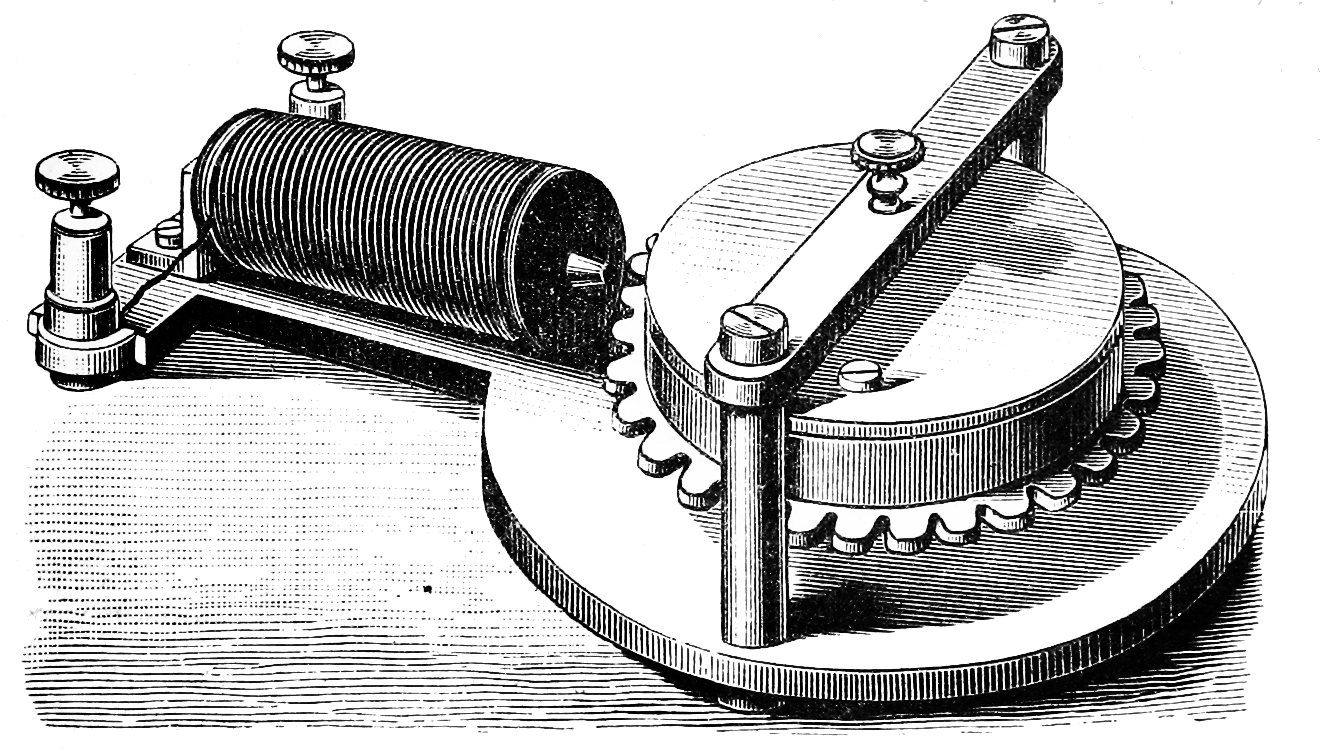